# Боттин, Роб
Роб Боттин (англ. Rob Bottin; род. 1959, Эль-Монте, Калифорния) — американский мастер по созданию специального грима и постановщик специальных и визуальных эффектов, известный по работе над фантастическими фильмами режиссёра Джо Данте («Вой», «Внутреннее пространство») и Джона Карпентера («Туман» и «Нечто»). Обладатель специальной премии «Оскар» за визуальные эффекты к фильму «Вспомнить всё» (1990).

## Карьера
Родился в 1959 году в г. Эль-Монте (пригород Лос-Анджелеса, штат Калифорния). В возрасте 14 лет Роб представил свои иллюстрации специалисту по гриму Рику Бейкеру, который тут же принял его на работу своим помощником и учеником. Роб сотрудничал вместе с Бейкером в различных фильмах, но его первый самостоятельной работой стало создание процесса перевоплощения из человека в оборотня в фильме «Вой» (1981).
Во время работы над фильмом Джона Карпентера «Нечто» (1982) Роб жил прямо на съёмочной площадке, работая семь дней в неделю в течение года (за что от коллег получил прозвище «Робот», созвучное с его именем Роб Боттин). Там он спал в декорациях и лабораториях, и по завершении проекта Карпентер отправил его в больницу, где у  него было диагностировано крайнее истощение. Роб поклялся впредь никогда так много не работать.
До «Нечто» Роб Боттин также работал с Карпентером в фильме «Туман» (1980), где был задействован в качестве актёра, снявшись в роли капитана Блейка.

## Фильмография
Специальный грим
- 1976 — Кинг-Конг
- 1977 — Звёздные войны. Эпизод IV: Новая надежда
- 1978 — Пиранья
- 1979 — Mistress of the Apes
- 1980 — Туман
- 1980 — Маньяк
- 1980 — Остров Тани
- 1981 — Вой
- 1982 — Нечто
- 1983 — Сумеречная зона (сегмент 3)
- 1985 — Исследователи
- 1985 — Легенда
- 1987 — Иствикские ведьмы
- 1987 — Внутреннее пространство
- 1987 — Робот-полицейский
- 1988 — На лоне природы
- 1990 — Вспомнить всё
- 1991 — Багси
- 1992 — Основной инстинкт
- 1995 — Семь
- 1996 — Миссия невыполнима
- 1998 — Страх и ненависть в Лас-Вегасе
- 1999 — Бойцовский клуб
- 2000 — Ангелы Чарли
- 2002 — Миллионер поневоле

Специальные и визуальные эффекты
- 1980 — Туман
- 1980 — Остров Тани
- 1983 — Сумеречная зона (сегмент 3)
- 1986 — Удивительные истории (сериал) (эпизод: The Greibble)
- 1990 — Вспомнить всё
- 1992 — Основной инстинкт
- 1993 — Робот-полицейский 3
- 1997 — Адвокат дьявола
- 1998 — Подъём с глубины
- 2002 — Мошенники

## Награды и номинации
| Категория                                           | Год     | Фильм                 | Итог      |
| «Оскар»                                             | «Оскар» | «Оскар»               | «Оскар»   |
| --------------------------------------------------- | ------- | --------------------- | --------- |
| Лучший грим                                         | 1987    | • Легенда             | Номинация |
| Премия за особые достижения (за визуальные эффекты) | 1991    | • Вспомнить всё       | Награда   |
| BAFTA                                               |         |                       |           |
| Лучший грим                                         | 1986    | • Легенда             | Номинация |
| Лучшие спецэффекты                                  | 1989    | • Робот-полицейский   | Номинация |
| «Сатурн»                                            |         |                       |           |
| Лучший грим                                         | 1981    | • Вой                 | Номинация |
| Лучшие спецэффекты                                  | 1983    | • Нечто               | Номинация |
| Лучший грим                                         | 1986    | • Исследователи       | Номинация |
| Лучший грим                                         | 1987    | • Легенда             | Номинация |
| Лучший грим                                         | 1988    | • Робот-полицейский   | Награда   |
| Лучшие спецэффекты                                  | 1988    | • Робот-полицейский   | Награда   |
| Лучшие спецэффекты                                  | 1991    | • Робот-полицейский 2 | Номинация |
| Лучшие спецэффекты                                  | 1991    | • Вспомнить всё       | Номинация |
| Лучший грим                                         | 1991    | • Вспомнить всё       | Номинация |
| Лучший грим                                         | 1996    | • Семь                | Награда   |